# Oliver Spiecker
Oliver Spiecker (* 20. Mai 1951 in Duisburg), eigentlich Markus Spiecker, ist ein deutscher Autor, Journalist, Songtexter und Konzeptentwickler.

## Karriere
Seine Rundfunkkarriere begann er mit 18 Jahren während der Semesterferien im deutschen Hörfunkprogramm von RTL, als damals jüngster Moderator und Redakteur. Besonders populär wurden seine Sendungen für junge Leute: „Nachsitzen mit Oliver“ und „Superclub“. Ein Kölner Fernsehproduzent entdeckte ihn als Nachwuchsautor für die satirische ZDF-Sendereihe „Express“. Für Jürgen von Manger textete er Griechischer Wein von Udo Jürgens in „Bottroper Bier“ um. Einer seiner ersten Liedtexte wurde zum Millionenerfolg: Steppenwolf, der Titelsong von Peter Maffays Comeback-Album 1979. Spiecker übersetzte auch Texte von Michel Sardou, Salvatore Adamo und Lucio Battisti und schrieb für Udo Jürgens das symphonische Lied „Wort“, eingespielt mit den Berliner Philharmonikern.
Hanns Joachim Friedrichs, damals ZDF-Sportchef, motivierte ihn, ein „Sportstudio für junge Zuschauer“ zu entwickeln. So entstand die Jugendsendung „Pfiff“, die Spiecker auch selbst eine Zeitlang moderierte. Gemeinsam mit dem damaligen "Kulturpapst" Reinhart Hoffmeister talkte er live von der Frankfurter Buchmesse in der „litera-tour“ des ZDF.
Sein erstes internationales Drehbuch schrieb Spiecker 1984 für den „Eurovision Song Contest“ aus Luxembourg. Im selben Jahr holte ihn Helmut Thoma als Programmentwickler und Ideengeber zum gerade gegründeten TV-Sender RTL plus. Seine interaktiven Fernsehformate „Was kostet die Welt“ und „Sender mit 3 Buchstaben“ erreichten Marktanteile von über 50 Prozent.
1989 schrieb Spiecker das Drehbuch zu „Köszönöm“, der ersten ostwesteuropäischen Gemeinschaftsproduktion nach dem Fall der Mauer, live aus Budapest. Von 1989 bis 1996 gestaltete er Konzept, Drehbuch und Preisträger-Clips für „Die Goldene Kamera“. Er entwickelte TV-Projekte für UNICEF, Greenpeace und Menschen für Menschen. Spiecker schrieb für Hans-Joachim Kulenkampff („Kulis Buchclub“, RTL), Harald Juhnke („Wie wär’s heut’ mit Revue?“, ZDF), Désirée Nosbusch, Roger Moore und Thomas Gottschalk. Für die ARD entwickelte er „Guinness – die Show der Rekorde“ und schrieb etliche Folgen von „Stars in der Manege“. Er gestaltete die TV-Shows zum 75. Geburtstag von Hans-Dietrich Genscher, Karlheinz Böhm und Peter Ustinov und zum 100. von Johannes Heesters. 1997 war Spiecker Autor und Namensgeber für den ersten „Deutschen Zukunftspreis“ – eine Initiative des damaligen Bundespräsidenten Roman Herzog.
Von 2010 bis 2015 war Spiecker Künstlerischer Berater und Drehbuchautor für den Dresdner SemperOpernball.
Außerdem verfasste er Reisereportagen, Porträts und Interviews für diverse Zeitschriften, unter anderem mit Maximilian Schell und André Heller.
2007 veröffentlichte Spiecker sein erstes großes Buchprojekt Der MegaBass Kurt Rydl, die Biografie des Wiener Opernweltstars. 2013 erschien Malen heißt sich wehren – Gottfried Helnwein im Gespräch mit Oliver Spiecker, eine Biografie in Dialogform, mit einem Vorwort von Iris Berben.
2024 kuratierte er seine erste Ausstellung, Poesia von Gust Graas, im Museu de Pollença, Mallorca.
Oliver Spiecker lebt in Berlin, Beeskow und Lluc Alcari.

## Produktionen (Auswahl)
- 1999 World Sports Awards, Wiener Staatsoper
- 2000 World Sports Awards, Royal Albert Hall London
- 2001 bis 2007 Corine – Internationaler Buchpreis, 3sat, Cuvilliés-Theater und Prinzregententheater München
- 2002 Danke, Karlheinz Böhm – 20 Jahre Menschen für Menschen, ZDF, Autostadt Wolfsburg
- 2002 Sommernachtsmusik, ZDF, Marktplatz Leipzig
- 2002 Bayerischer Filmpreis, Prinzregententheater München
- 2003 Graz fliegt, Eröffnungsevent der Kulturhauptstadt Europas, ORF und 3sat
- 2003 Ein Abend für den Frieden, ZDF
- 2003 Johannes Heesters – eine Legende wird 100, ARD
- 2004 und 2007 Cinema for Peace, Konzerthaus Berlin
- 2004 Die Zwillingsshow, RTL
- 2004 bis 2007 Stars in der Manege, ARD
- 2004 bis 2008 Festival International de Monte Carlo, ARD
- 2005 Unicef Gala, 3sat, Philharmonie Essen
- 2007 und 2008 Energy Globe World Award Europäisches Parlament Brüssel, Belgien
- 2009 Energy Globe World Award, Messepalast Prag, Tschechische Republik
- 2010 Energy Globe World Award, Kigali, Rwanda
- 2010 José Carreras Gala, ARD
- 2011, 2012 Goldene Henne, MDR und RBB, Theater am Potsdamer Platz, Berlin
- 2011 Energy Globe World Award, Messezentrum Wels, Österreich
- 2010–2013 SemperOpernball, MDR und 3sat, Dresden
- 2012 ZwanzigZwölf – Neujahrskonzert zum 20. Geburtstag des MDR, Gewandhaus zu Leipzig
- 2013 Alle feiern Richard, Oper Leipzig, zum 200. Geburtstag von Richard Wagner, MDR
- 2013 Bruckner lebt! – Visualisierte Klangwolke Linz
- 2013 Malen heißt sich wehren – Gottfried Helnwein im Gespräch mit Oliver Spiecker, Vorwort Iris Berben, Edition Braus, Berlin
- 2014 SemperOpernball: Dresden glitzert, MDR und 3sat, Dresden
- 2014 Mitten im Leben, Liedtexte für das 53. Album von Udo Jürgens: Die riesengroße Gier, Der Gläserne Mensch, Mein Ziel, Mitten im Leben
- 2015 SemperOpernball: Dresden jubelt – und heißt die Welt willkommen, MDR und 3sat
- 2015 Das Fest in der Frauenkirche, Verleihung Europäischer Kulturpreis 2015, Dresden, MDR
- 2017 Grenzenlos – Kaiser im Palast, Dresdner Philharmonie, Philharmonischer Chor, Wiedereröffnung Kulturpalast Dresden, MDR & Sony Music
- 2017 Alles fließt…, Elbphilharmonie Hamburg
- 2022 Opus Klassik, Konzerthaus Berlin, ZDF
- 2023 So ein Gluck!, Christoph Willibald Gluck: Armide, Konzerthaus Berlin
- 2024 Poesia, Ausstellung Gust Graas, Museu de Pollença, Mallorca[1]

## Bücher
- Guten Morgen Deutschland, mit Hugo-Egon Balder, Wolfgang Hofer, Jacky Dreksler, Wenzel Kofron, RTL-Edition, Luxembourg 1983, ISBN 2-87951-040-6.
- Oh! LYMPIA, mit Gisela Reinke-Dieker, Justus Nording, Ewald Lienen u. a., Elefanten Press, Berlin 1983, ISBN 3-88520-109-7.
- Der MegaBass Kurt Rydl, mit Mathias Bothor (Fotos), Christian Brandstätter Verlag, Wien 2007, ISBN 978-3-85033-087-9.
- Nur nicht hängen lassen! Random House, 2009, ISBN 978-3-453-60123-9.
- Malen heißt sich wehren, Gottfried Helnwein im Gespräch mit Oliver Spiecker, Edition Braus, 2013, ISBN 978-3-86228-070-4.